# Datong Shuiku
Datong Shuiku (kinesiska: 大通水库) är en reservoar i Kina. Den ligger i den östra delen av landet, 800 km söder om huvudstaden Peking. Datong Shuiku ligger 22 meter över havet. Arean är 5,6 kvadratkilometer. Trakten runt Datong Shuiku består till största delen av jordbruksmark. Den sträcker sig 2,6 kilometer i nord-sydlig riktning, och 4,7 kilometer i öst-västlig riktning.